# 요세프 구트프로인드

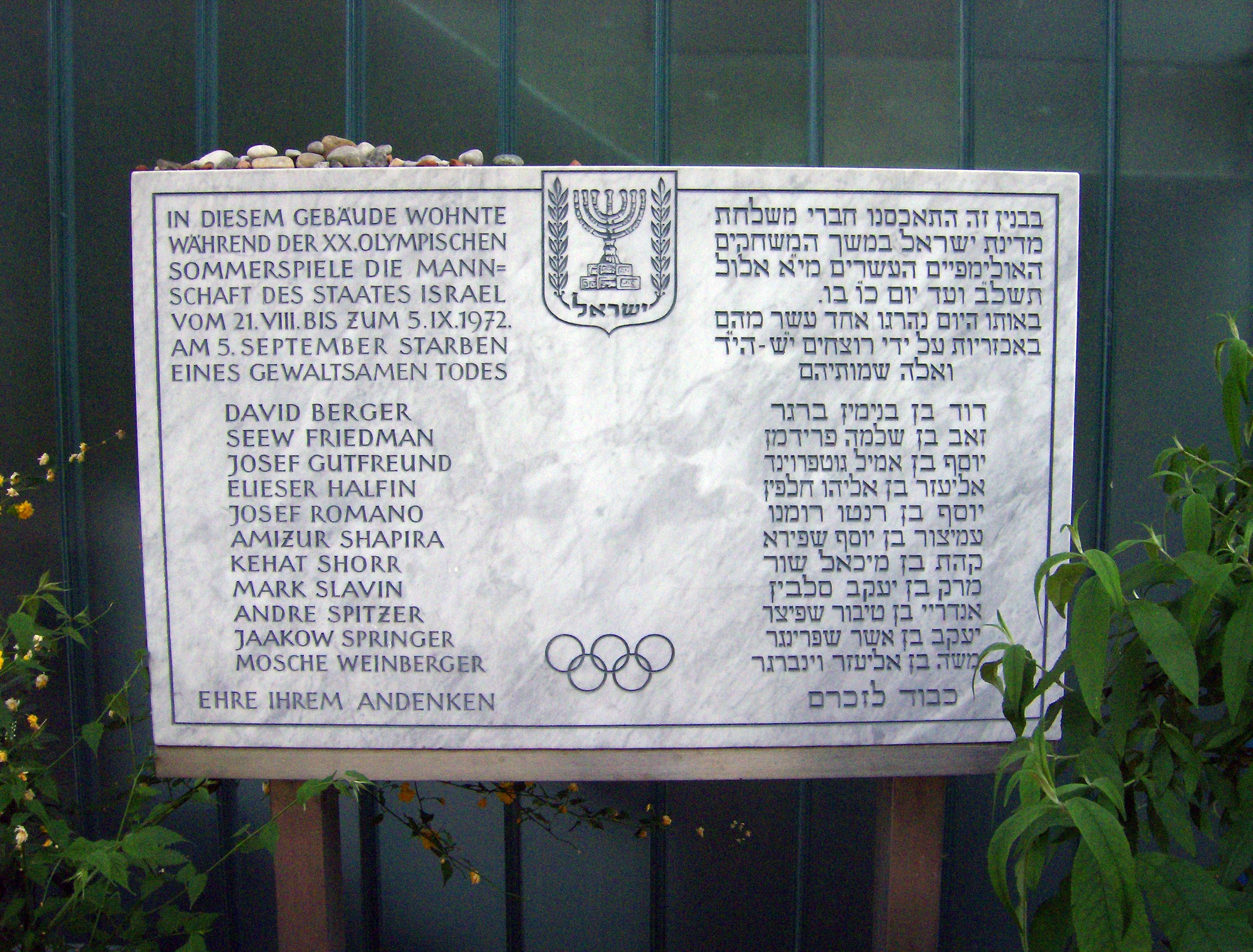
뮌헨에 있는 뮌헨 올림픽 참사 추모 명판

요세프 구트프로인드(Yossef Gutfreund, 1931년 11월 1일 ~ 1972년 9월 5일)는 이스라엘의 전 레슬링 심판이며, 루마니아계 유대인이다.
본디 수의사가 되기 위해 루마니아의 의과 대학에 다녔으며, 이후 레슬링 분야에 관심을 가져 1972년 하계 올림픽 당시 올림픽 레슬링의 심판 중 한 명으로 참가하였다.
1972년 9월 5일 새벽 4시경에 팔레스타인의 무장 테러리스트 단체인 검은 9월단 단원 8명이 뮌헨에 위치한 올림픽 선수촌에서 이스라엘 코치와 심판이 묵고 있던 숙소로 침입했으며, 잠을 자던 도중 문 밖에서 이상한 소리가 나는 것을 들은 구트프로인드는 문을 열 수 있는 다른 열쇠를 가진 레슬링 코치 모셰 웨인베르그라고 생각하고 확인에 나섰다. 이윽고 문을 살짝 열었을 때 맞은편에 AK-47로 무장한 채 복면을 쓴 괴한들이 있는 것이 언뜻 보이자, 그는 거대한 액자를 문 쪽으로 집어던지고는 고함을 지르며 숙소에서 자던 이스라엘 선수단에 경고의 메시지를 보냈다. 그리고 괴한들이 경첩을 부수고 문짝을 뜯어버리는데 걸린 몇 초 동안 버텼으며, 그 사이 그의 룸메이트였던 역도 코치 투비아 소콜스키는 창문을 부수고 도망쳐 인근에 위치한 대한민국 선수단의 숙소에 도움을 요청하였다. 또한 인접한 숙소에서 잠을 자던 경보 선수 샤울 라다니 또한 갑작스런 고함 소리에 깨어나 간신히 탈출에 성공하였다.
이후 구트프로인드는 인질로 붙잡한 뒤 괴한들이 끌고 온 레슬링 선수 마르크 슬라빈, 엘리에제르 할핀, 가드 초바리, 역도 선수 요세프 로마노, 다비드 베르게르, 제브 프리드만 등과 함께 숙소 내에 감금되었으며, 21시간 후인 9월 6일에 괴한들은 이집트로 탈출하기 위해 인질들을 데리고 퓌어스텐펠트브루크에 위치한 공군 기지로 향했다. 이에 서독 당국은 미리 그곳에 경찰관들을 잠복시켜 괴한들을 사살하고 인질들을 구출하는 작전을 계획했으나, 괴한들 중 일부가 살아남아 작전이 실패하여 총격전이 벌어진 와중 그는 헬리콥터에 타고 있던 다른 8명의 인질들과 함께 기관총을 맞고 사망하였다.
사망 이후 국제 아마추어 레슬링 연맹 측에서 마르크 슬라빈, 엘리에제르 할핀, 모셰 웨인베르그와 함께 금메달을 추서하였으며, 뮌헨 올림픽 스타디움에서 희생자들을 기리기 위한 추도식이 거행되었다.

## 같이 보기
- 뮌헨 올림픽 참사